# Циммер, Род
Род А. А. Циммер (англ. Rod A. A. Zimmer; 19 декабря 1942 года, Куроки — 7 июня 2016 года, Оттава) — канадский политик, бизнесмен и филантроп, один из основных спонсоров Либеральной партии Канады. Сенатор Канады от Манитобы (2005—2013); подал в отставку из Сената по состоянию здоровья.

## Биография
Родился 19 декабря 1942 года в селе Куроки, Саскачеван. В 1973 году получил степень бакалавра коммерции в Университете Саскачевана.

### Карьера предпринимателя
С 1979 по 1983 годы Циммер был вице-президентом CanWest Capital Corporation по корпоративным коммуникациям. Затем занимал пост директора по маркетингу и коммуникациям Фонда лотерей Манитобы (1985—1993).
С 1989 по 1991 год он был президентом Виннипегского королевского балета, а с 1981 по 1993 годы — членом совета директоров футбольной команды Виннипег Блу Бомберс. С 1995 по 1998 год он занимал должность вице-президента Панамериканских игр. С 1993 года и до назначения в Сенат был президентом The Gatehouse Corporation.

### Политическая карьера
С 1968 по 1971 год Циммер был помощником министра благосостояния Саскачевана Сирила Макдональда. Затем, в 1970-х годах был помощником министра обороны Канады Джеймса Ричардсона. В 1980 году был руководителем избирательной кампании Либеральной партии в Манитобе.
В 1999 году Циммер рассматривался как один из двух потенциальных кандидатов на пост лейтенант-губернатора Манитобы, однако премьер-министр Жан Кретьен отдал предпочтение другому кандидату, Питеру Либа.
В 2003 году входил в комитет по сбору средств для лидерской кампании Пола Мартина, в 2004—2006 годах был главой отдела доходов Либеральной партии в Манитобе. После того, как в 2004 году Пол Мартин ушёл в отставку с поста лидера партии, возглавил сбор средств для кампании Кен Драйден.
2 августа 2005 года Циммер был назначен в Сенат Канады по рекомендации премьер-министра Пола Мартина, представлял в Сенате Манитобу. В 2013 году подал в отставку по состоянию здоровья. Умер 7 июня 2016 года от рака.
В 2015 году Генеральный аудитор Канады Майкл Фергюсон установил, что будучи сенатором Циммер незаконно израсходовал 176 012 канадских долларов.

## Личная жизнь
27 августа 2011 года Циммер женился на 22-летней Меган Сенсенбергер (род. 1989). 23 августа 2012 года во время полёта в самолёте у Циммера и Сенсенбергер 
произошёл конфликт, который был разрешён только после вмешательства экипажа. Супруга сенатора была арестована и обвинена в том, что её действия поставили под угрозу безопасность пассажиров самолёта, а также в том, что угрожала своему мужу. Состоявшийся впоследствии суд признал супругу сенатора виновной в нарушении правил полёта, приговорив её к 12 месяцам лишения свободы условно с испытательным сроком, и оправдал её по второму пункту обвинения. Также суд запретил супругам общаться лично, разрешив общение только по телефону и интернету (включая Skype). Сенсенбергер была замужем за Циммером вплоть до его кончины в 2016 году.